# Acanthocyclops carolinianus
Acanthocyclops carolinianus is een eenoogkreeftjessoort uit de familie van de Cyclopidae. De wetenschappelijke naam van de soort is voor het eerst geldig gepubliceerd in 1944 door Yeatman.